# هلاسته
هلاتسه (به لاتین: Hlotse) شهری مهم در ناحیه لریبه کشور لسوتو است. این شهر در کنار رودخانه هلاتسه و نزدیک مرز آفریقای جنوبی واقع شده است. هلاتسه در سال ۱۸۷۶ توسط یک کشیش بریتانیایی به نام جان ویدیکامب تأسیس شد. این شهر تا پیش از استقلال لسوتو، مرکز استعماری بود. طبق سرشماری ۲۰۱۶، جمعیت هلاتسه ۳۸٬۵۵۸ نفر بود.